# Popis jezika po broju govornika
Ovo su popisi jezika po broju izvornih govornika. Popisi su izrađeni na temelju podataka raznih jezikoslovnih i drugih organizacija, te se podatci u njima međusobno često razlikuju. Te razlike se najčešće događaju ubrajanjem ili izuzimanjem dijalekata iz nekog jezika, mogućim ubrajanjem u popis stanovništva kojima navedeni jezik nije materinji, ubrajanjem stanovništva s više materinjih jezika i dr.
Neke organizacije koje popisuju jezike ne priznaju službene ili nacionalne jezike nekih država, nego ih smatraju dijelom nekog šireg jezika. Tako su neke organizacije smatrale da su hindi jezik i urdu jezik jedan isti jezik pod nazivom hindustani zato što im je dijalektna osnova ista ali nadogradnja i razvoj različiti. Slično je bilo i s nekim južnoslavenskim jezicima nastalim na štokavskoj dijalektnoj osnovi, zbog čega su neki interesni krugovi samostalno nastale i razvojno različite jezike hrvatski, srpski, bošnjački i crnogorski iz političkih razloga smatrali jednim jezičnim dijasustavom pod nazivom srpskohrvatski jezik sve do konačne razdiobe u nazivlju i utvrđivanja te kodificiranja razlika među njima te od 1. rujna 2008. godine taj naziv nestaje iz međunarodnog nazivlja za jezik, zadržao se samo kao ime za skupinu srednjojužnoslavenskih jezika standardiziranih na osnovi sličnih novoštokavskih dijalekata.
Budući da mnoge organizacije ne objavljuju svoje popise godišnje, nego ih objavljuju desetljetno, stoga podatci na nekim popisima nisu aktualni.

## World Almanac
Procjena World Almanaca iz 2002. za jezike po broju govornika (uključuje i izvorne govornike i govornike kojima to nije materinji jezik) je sljedeća:
| Rang | Jezik                 | Broj govornika  |
| ---- | --------------------- | --------------- |
| 1.   | mandarinski           | 1,075 milijarde |
| 2.   | engleski              | 514 milijuna    |
| 3.   | hindi                 | 496 milijuna    |
| 4.   | španjolski            | 425 milijuna    |
| 5.   | ruski                 | 275 milijuna    |
| 6.   | arapski               | 256 milijuna    |
| 7.   | bengalski             | 215 milijuna    |
| 8.   | portugalski           | 194 milijuna    |
| 9.   | malajski/indonezijski | 176 milijuna    |
| 10.  | francuski             | 129 milijuna    |
| 11.  | njemački              | 128 milijuna    |
| 12.  | japanski              | 126 milijuna    |

## CIA World Factbook
Ova tablica sadrži podatke CIA World Factbooka, iz 2006. godine za 2004. godinu, te uključuje samo izvorne govornike.
| Rang | Jezik       | Broj govornika |
| ---- | ----------- | -------------- |
| 1.   | mandarinski | 873 milijuna   |
| 2.   | španjolski  | 322 milijuna   |
| 3.   | engleski    | 309 milijuna   |
| 4.   | hindi       | 180 milijuna   |
| 5.   | portugalski | 177 milijuna   |
| 6.   | bengalski   | 171 milijuna   |
| 7.   | ruski       | 145 milijuna   |
| 8.   | japanski    | 127 milijuna   |
| 9.   | njemački    | 105 milijuna   |
| 10.  | wu          | 77 milijuna    |

## Ethnologue
Ovo su podaci Ethnologuea, koji je izdanje kršćanske jezikoslovne organizacije SIL International. Iako su navedeni podaci iz Ethnologuea izdanog 2005. godine, podatci se većinom odnose na 1999. godinu, a neki čak i na mnogo starije podatke.
| Rang | Jezik                  | Broj govornika |
| ---- | ---------------------- | -------------- |
| 1.   | mandarinski (kineski)  | 885 milijuna   |
| 2.   | španjolski             | 322 milijuna   |
| 3.   | engleski               | 322 milijuna   |
| 4.   | bengalski              | 189 milijuna   |
| 5.   | hindi                  | 182 milijuna   |
| 6.   | portugalski            | 170 milijuna   |
| 7.   | ruski                  | 170 milijuna   |
| 8.   | japanski               | 125 milijuna   |
| 9.   | njemački               | 98 milijuna    |
| 10.  | wu                     | 77,175.000     |
| 11.  | javanski               | 75,500.800     |
| 12.  | korejski               | 75 milijuna    |
| 13.  | francuski              | 72 milijuna    |
| 14.  | vijetnamski            | 67,662.000     |
| 15.  | telugu                 | 66,350.000     |
| 16.  | kantonski              | 66 milijuna    |
| 17.  | marathi                | 64,783.000     |
| 18.  | tamilski               | 63,075.000     |
| 19.  | turski                 | 59 milijuna    |
| 20.  | urdu                   | 58 milijuna    |
| 21.  | južnominski (kineski)  | 49 milijuna    |
| 22.  | jinyu (kineski)        | 45 milijuna    |
| 23.  | gudžaratski            | 44 milijuna    |
| 24.  | poljski                | 44 milijuna    |
| 25.  | egipatski arapski      | 42,500.000     |
| 26.  | ukrajinski             | 41 milijun     |
| 27.  | talijanski             | 37 milijuna    |
| 28.  | xiang (kineski)        | 36,015.000     |
| 29.  | malajalam jezik        | 34,022.000     |
| 30.  | hakka (kineski)        | 34 milijuna    |
| 31.  | kannada jezik          | 33,663.000     |
| 32.  | oriya                  | 31 milijun     |
| 33.  | pendžabski (zapadni)   | 30 milijuna    |
| 34.  | sundski                | 27 milijuna    |
| 35.  | pendžabski (istočni)   | 26,013.000     |
| 36.  | rumunjski              | 26 milijuna    |
| 37.  | nhojpuri               | 25 milijuna    |
| 38.  | azerbejdžanski (južni) | 24,364.000     |
| 39.  | perzijski (zapadni)    | 24,280.000     |
| 40.  | maithili               | 24,260.000     |
| 41.  | hausa                  | 24,200,000     |
| 42.  | arapski (alžirski)     | 22,400.000     |
| 43.  | burmanski              | 22 milijuna    |
| 44.  | gan (kineski)          | 20,580.000     |
| 45.  | awadhi                 | 20,540.000     |
| 46.  | tajlandski             | 20,047.000     |
| 47.  | nizozemski             | 20 milijuna    |
| 48.  | yoruba                 | 20 milijuna    |
| 49.  | sindhi                 | 19,720.000     |

## Encarta
Podaci Microsoftove enciklopedije Encarte, koji su donekle zasnovani na podatcima Ethnologuea.
| Rang | Jezik          | Broj govornika |
| ---- | -------------- | -------------- |
| 1.   | kineski        | 1.212,560.000  |
| 2.   | arapski        | 422,039.637    |
| 3.   | hindi          | 366,000.000    |
| 4.   | engleski       | 341,000.000    |
| 5.   | španjolski     | 322,200.000    |
| 6.   | bengalski      | 207,000.000    |
| 7.   | portugalski    | 176,000.000    |
| 8.   | ruski          | 167,000.000    |
| 9.   | japanski       | 125,000.000    |
| 10.  | njemački       | 100,130.000    |
| 11.  | francuski      | 78,000.000     |
| 12.  | korejski       | 78,000.000     |
| 13.  | javanski       | 75,567.550     |
| 14.  | telugu         | 69,666.000     |
| 15.  | marathi        | 68,022.000     |
| 16.  | vijetnamski    | 68,000.000     |
| 17.  | tamilski       | 66,000.000     |
| 18.  | talijanski     | 62,000.000     |
| 19.  | turski         | 61,000.000     |
| 20.  | urdu           | 60,290.000     |
| 21.  | pendžabski     | 57,129.000     |
| 22.  | ukrajinski     | 47,000.000     |
| 23.  | gudžaratski    | 46,100.000     |
| 24.  | tajlandski     | 46,050.000     |
| 25.  | poljski        | 44,000.000     |
| 26.  | malajalam      | 35,706.000     |
| 27.  | kannada        | 35,346.000     |
| 28.  | oriya          | 32,300.000     |
| 29.  | burmanski      | 32,250.000     |
| 30.  | azerbejdžanski | 31,423.000     |
| 31.  | perzijski      | 31,280.000     |
| 32.  | sundski        | 27,000.000     |
| 33.  | paštunski      | 26,811.657     |
| 34.  | rumunjski      | 26,265.555     |
| 35.  | bhojpuri       | 26,254.000     |
| 36.  | hausa          | 24,200.000     |
| 37.  | maithili       | 24,191.900     |
| 38.  | malajski       | 23,576.500     |
| 39.  | awadhi         | 20,540.000     |

## Vanjske poveznice
- Popis najgovorenijih jezika svijeta iz 2007. - Languages of the World
- 30 prvih jezika svijeta
- Popis od prvih 100 jezika u 13. izdanju Ethnologuea (1996.)
- Različiti popisi najgovornijih svjetskih jezika  Arhivirana inačica izvorne stranice od 27. rujna 2011. (Wayback Machine)
- Ethnologue - SIL-ov Ethnologue, vrlo česti izvor podataka za jezike
- Encarta, jezici u Europi
- Jezici koje govori više od 10 milijuna ljudi Arhivirana inačica izvorne stranice od 29. listopada 2009. (Wayback Machine) - Encartin popis
- 30 najgovornijih svjetskih jezika
- CIA - The World Factbook-jezici  Arhivirana inačica izvorne stranice od 11. travnja 2007. (Wayback Machine)